# Butere/Mumias
Butere/Mumias  är ett av Kenyas 71 administrativa distrikt, och ligger i provinsen Västprovinsen. År 1999 hade distriktet 476 928 invånare. Huvudorten är Butere.